# Patrick Müller
Patrick Müller (*Ginebra, Suiza, 17 de diciembre de 1976) es un exfutbolista suizo, con ascendencia austriaca. Jugó de defensa y su primer equipo fue Servette FC. En 2010 finalizó su carrera deportiva en el AS Monaco.

## Selección nacional
Ha sido internacional con la Selección de fútbol de Suiza, ha jugado 76 partidos internacionales y ha anotado 3 goles.

### Participaciones en Copas del Mundo
| Mundial                        | Sede     | Resultado        |
| ------------------------------ | -------- | ---------------- |
| Copa Mundial de Fútbol de 2006 | Alemania | Octavos de final |

## Clubes
| Club               | País    | Año       |
| ------------------ | ------- | --------- |
| Servette FC        | Suiza   | 1995-1998 |
| Grasshopper Zürich | Suiza   | 1998-2000 |
| Olympique Lyon     | Francia | 2000-2004 |
| Real Mallorca      | España  | 2004-2005 |
| FC Basel           | Suiza   | 2005-2006 |
| Olympique Lyon     | Francia | 2006-2008 |
| AS Monaco          | Mónaco  | 2008-2010 |

## Palmarés

### Campeonatos nacionales
| Título                     | Club           | País    | Año  |
| -------------------------- | -------------- | ------- | ---- |
| Super Liga Suiza           | Servette FC    | Suiza   | 1999 |
| Copa de la Liga de Francia | Olympique Lyon | Francia | 2001 |
| Ligue 1                    | Olympique Lyon | Francia | 2002 |
| Supercopa de Francia       | Olympique Lyon | Francia | 2002 |
| Ligue 1                    | Olympique Lyon | Francia | 2003 |
| Supercopa de Francia       | Olympique Lyon | Francia | 2003 |
| Ligue 1                    | Olympique Lyon | Francia | 2004 |
| Supercopa de Francia       | Olympique Lyon | Francia | 2004 |
| Super Liga Suiza           | FC Basel       | Suiza   | 2005 |
| Ligue 1                    | Olympique Lyon | Francia | 2006 |
| Ligue 1                    | Olympique Lyon | Francia | 2007 |
| Supercopa de Francia       | Olympique Lyon | Francia | 2007 |
| Ligue 1                    | Olympique Lyon | Francia | 2008 |